# Mornand-en-Forez
Mornand-en-Forez ist eine französische Gemeinde mit 426 Einwohnern (Stand: 1. Januar 2022) im Département Loire in der Region Auvergne-Rhône-Alpes. Sie gehört zum Arrondissement Montbrison und zum Kanton Montbrison. Die Bewohner werden Mornandais und Mornandaises genannt.

## Geographie
Mornand-en-Forez liegt etwa 33 Kilometer nordnordwestlich von Saint-Étienne und neun Kilometer nordnordöstlich von Montbrison. Sie liegt in einer seenreichen Landschaft im Tal der Loire und wird vom Fluss Vizezy mit seinen diversen Zuflüssen, wie dem Ruillat, dem Moingt, dem Pralong und dem Félines, tangiert. 
Umgeben wird Mornand-en-Forez von den Nachbargemeinden Montverdun im Norden und Nordwesten, Poncins im Nordosten, Chambéon im Osten und Nordosten, Magneux-Haute-Rive im Osten, Chalain-le-Comtal im Südosten, Savigneux im Süden sowie Saint-Paul-d’Uzore im Westen.

## Bevölkerungsentwicklung
| Jahr                       | 1962 | 1968 | 1975 | 1982 | 1990 | 1999 | 2006 | 2017 |
| -------------------------- | ---- | ---- | ---- | ---- | ---- | ---- | ---- | ---- |
| Einwohner                  | 380  | 343  | 323  | 284  | 300  | 294  | 398  | 407  |
| Quellen: Cassini und INSEE |      |      |      |      |      |      |      |      |

## Sehenswürdigkeiten
- Kirche Saint-Isidore-et-Saint-Roch, Ende des 19. Jahrhunderts erbaut

## Weblinks

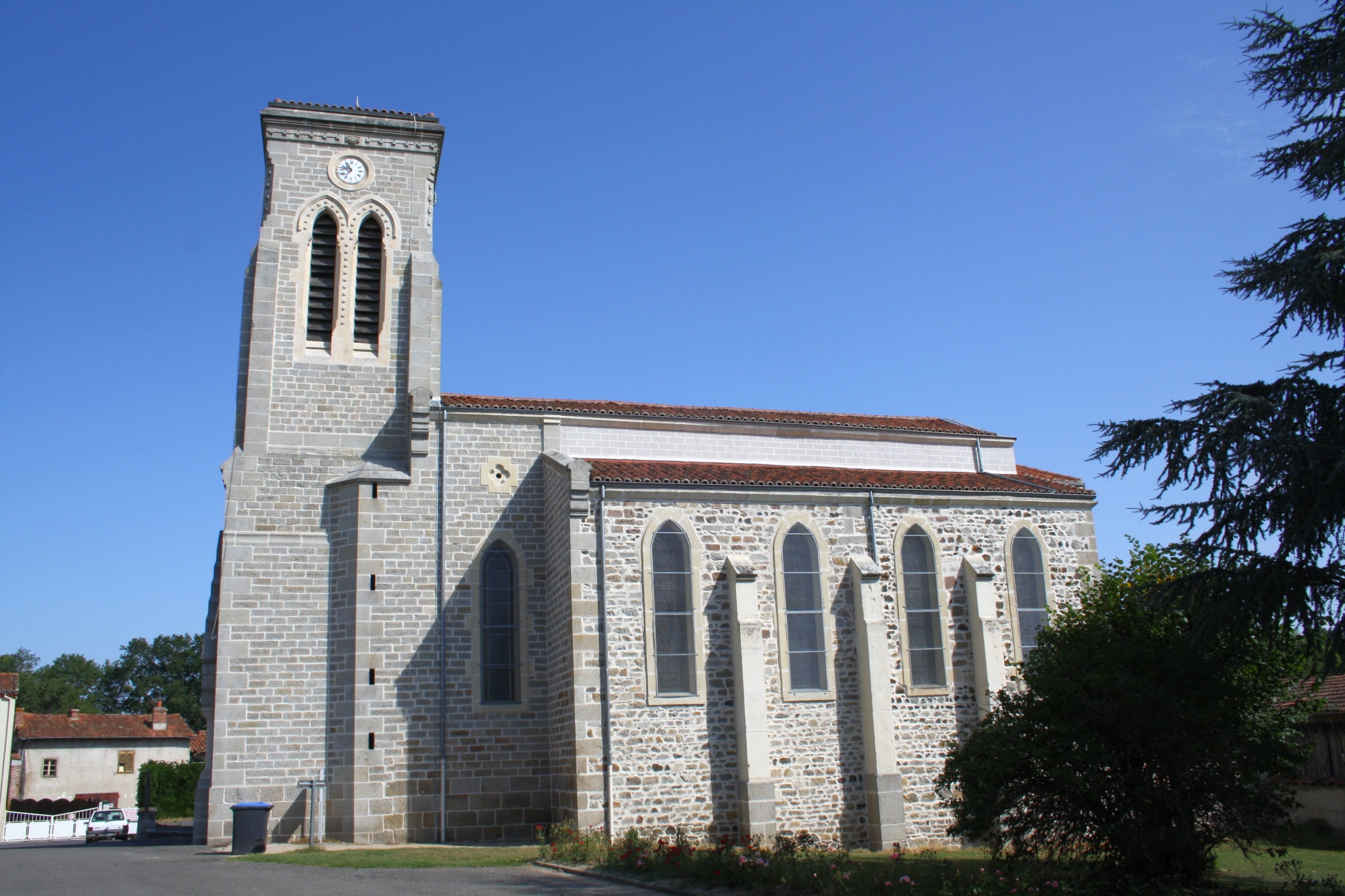
Kirche Saint-Isidore-et-Saint-Roch